# Cantone di Arreau
Il Cantone di Arreau era una divisione amministrativa dell'arrondissement di Bagnères-de-Bigorre.
A seguito della riforma approvata con decreto del 25 febbraio 2014, che ha avuto attuazione dopo le elezioni dipartimentali del 2015, è stato soppresso.

## Composizione
Comprendeva i comuni di:
- Ancizan
- Ardengost
- Arreau
- Aspin-Aure
- Aulon
- Barrancoueu
- Bazus-Aure
- Beyrède-Jumet
- Cadéac
- Camous
- Fréchet-Aure
- Gouaux
- Grézian
- Guchen
- Ilhet
- Jézeau
- Lançon
- Pailhac
- Sarrancolin